# Akárki
Az Akárki 15. századi moralitásjáték, szerzője ismeretlen.

## A liturgikus színjátszásról
A középkor Európájában a kereszténység volt az uralkodó vallási irányzat. Az antik római kor élvezeteket hajszoló életvitelétől jelentősen eltér ez a szigorú szabályok szerint működő feudális társadalom. Az egyház sok más, a római korban elterjedt szórakoztatási forma mellett a színjátszást is a bűnös élvezetek tiltó listájára sorolta. De nem tudta teljesen kiirtani. A hajdani színjátékok hagyománya búvópatakként tovább élt a vásári komédiákban, a francia farce-okban, valamint fellelhetők elemei a commedia dell’arte előadásokban. Ezt hívjuk az akkori színház profán (világi) formájának. 
De volt egy másik útja is, amely az őskori vallási szertartások színjátékká fejlődéséhez hasonlóan itt is a vallásból indult el. Az egyház fokozatosan ráébredt arra, hogy a színjátszás hasznos eszköz a kezükben, amellyel tanításaikat népszerűsíteni tudják a hívek körében. Így alakult ki a liturgikus színjátszás. Eleinte Jézus szenvedéseiről szóló passiójátékokat adtak elő, később, amikor az előadások helyszíne már kiköltözött a templomból az előtte lévő térre, akkor más bibliai történeteket megjelenítő misztériumjátékok színrevitelére is sor került. A szentek életét megjelenítő színdarabokat mirákulumnak hívjuk. És volt még egy, a valláserkölcs tanítását szolgáló műfaj, a moralitás.

## A moralitás
A moralitás allegorikus szereplőket felvonultató vallásos színjáték. A középkori moralitások egyben erkölcsi példázatok is. Főszereplője maga az elvont ember, aki minden fellelhető emberi tulajdonsággal rendelkezik. A többi szereplő is általánosítás: egy-egy megszemélyesített fogalom, tulajdonság, foglalkozás vagy magatartás. A történet megszemélyesített bűnöknek és erényeknek az ember lelkéért folyó harcát mutatta be Jelmezeinek is meghatározott jelrendszere volt.

## Akárki
A legismertebb és legköltőibb moralitások A világ és a gyermek és az Akárki. Szerzőik ismeretlenek.
Szereplők:
Akárki: egy élete végére érkező ember, akinek számadást kell adnia eddigi életéről. Akárki természetesen (mint minden ember) a mennybe akar jutni, és ezért végső kétségbeesésében bármit hajlandó megtenni. A neve arról árulkodik, hogy személye lényegtelen, mindenki vegye magára a tanulságot.
Isten: szerepe igen rövid, de annál jelentőségteljesebb. Hiszen ő küldi el a Halált az emberek bűne keltette dühében, hogy adjanak számot magukról. „Felséges személye” rögtön a dráma elején jelenik meg, ezzel is mintegy letaglózva a középkori istenfélő közönséget.
Halál: ő Isten leghatalmasabb hírvivője (mondhatni hűbérese Istennek, ez utal a társadalom feudalista berendezkedésére). Jó szolga, hiszen nem fogadja el Akárkitől a megvesztegetésére szánt ezer fontot. Nem ad haladékot, csak lehetőséget kínál, hogy Akárki társakat vigyen magával az útra, amennyiben van, aki kitart mellette. Ennek jelentése, hogy „Ha eljött a pillanat, változtatni már nincs lehetőség, csak végiggondolni.”
Barátság: az első társ, akit Akárki segítségül hív. Ám a bajban nem bizonyul elég bátornak, hűnek vagy odaadónak. Kiderül, hogy Akárki kapcsolatai mennyire felszínes érdekbarátságok voltak.
Komaság (rokonok), Testvér: ők sem kísérik el esendő hősünket. Minden anyagi és társadalmi helyzet rájuk épül. Ezek is csak külső értékek. Vonakodó viselkedésük jelentése, hogy a végső számadásnál a társadalmi helyzet mit sem ér.
Vagyon: csak kölcsönkapta őt Akárki erre az életére. Ha nem a megfelelő módon használja fel, csak kárhozatra juttatja. Bevallja, hogy egész életében csak becsapta Akárkit. Lényege és célja az, hogy megölje az emberi lelket.
Jótett: Kihűlve fekszik a földben, mert halálra sebezték Akárki bűnei. Ő segítené, de gyenge. A darab során felerősödik.
Tudás: Jótett húga. Fontos földi érték, kiváltképp, ha megmarad a Földön. Ő vezeti el Akárkit a gyónáshoz.
Gyónás: ő nem kísérő. Megtisztítja Akárkit a bűneitől (önkorbácsolással vezekel). Így Jótett lábra áll, vagyis Akárki elnyerte a bűnbocsánatot.
Szépség, Erő, Józanság, Öt Érzék: csatlakoznak Akárkihez, de nem hitegetik, hanem világosan közlik vele már az elején, hogy ők csak az út végéig kísérik el. Abban a sorrendben hagyják el a hőst, ahogy az életben is eltűnnek (Szépség, Erő, Józanság, Öt Érzék).
Angyal: rövid szerepe igen fontos, hiszen ő jelenti be a közönségnek, hogy Akárki végül mégiscsak bejutott a mennyek országába. Külön öröm a néző számára, hogy boldog véget ér a darab, hiszen ez felvillantja benne saját üdvözülésének lehetőségét.
Hírvivő, Bölcs: nekik inkább dramaturgiai szempontból van jelentőségük, mintsem a történet cselekményét illetően. Hiszen a Hírvivő feladata bevezetni a nézőt a történetbe egy prológussal, a Bölcs pedig egy epilógusban levonja a tanulságot.
Egyéb tanítások: a darab során felfedezhetünk különböző keresztény szokásokat, tanításokat, valamint a kollektív keresztény tudást igénybe vevő utalásokat, melyek bele vannak szőve a cselekménybe. A már említett önostorozáson kívül ilyen még a hét főbűn (kevélység, fösvénység, bujaság, irigység, torkosság, harag, jóra való restség) és a hét szentség megjelenése (keresztség, bérmálás, eucharisztia, bűnbocsánat, betegek kenete, egyházi rend (papi szentség), házasság).

## Akárki ma
Az allegorikus moralitások halhatatlansága abban rejlik, hogy egy egyszerű, ám mégis ötletes forma arra, ha a drámaíró, vagy a rendező egy erős társadalomkritikai darabot szeretne színre vinni. Természetesen ilyenkor a szöveg is átmegy némi változtatáson. Elveszti a középkori egyház miatt belekerült szájbarágós keresztény mondanivalót, viszont felölti az éppen aktuális kor átlagemberének problémáit a társadalomban. A tisztán allegorikus moralitások virágkora a késő középkorra esik, de a reneszánsz színpadon is tovább élnek, s hatásuk még Shakespeare jellemábrázolásában is kimutatható. A magyar irodalom legismertebb moralitása az 1646-ban kinyomtatott „névtelen” Comico Tragoedia, a századból azonban több moralitástöredék is ismeretes, s a csíksomlyói passiókban is szerepelnek betétként allegorikus jelenetek.
A 20. században az angol Akárki drámát Hugo von Hofmannsthal dolgozta át. 1911-ben, Max Reinhardt rendezésében világszenzációt keltett a mű, melyet grandiózus külsőségek között a berlini Schumann-cirkusz arénájában, Alfred Roller díszletében vitt színre. 1920-tól – néhány év megszakítással – szerepel a Salzburgi Ünnepi Játékok programján.
Magyarországon 1993-ban mutatták be a Kamrában Zsámbéki Gábor rendezésében Kárpáti Péter Akárki című drámáját. Az előadás különlegessége, hogy a modern korra átírt moralitásjáték főszereplője egy Emma nevű, negyvenes, lestrapált, elvált és elhanyagolt ingatlanügynöknő, melyet Csákányi Eszter alakítása varázsolt feledhetetlenné.
2020-ban a Szegedi Szabadtéri Játékok keretében Bodolay Géza a moralitás-játékot állította színpadra a szegedi dóm előterében. A címszerepet Zsótér Sándor, a Halált Hegedűs D. Géza alakította.

## Magyarul
- Akárki. Misztériumjátékok, mirákulumok, moralitások; vál. Szenczi Miklós, utószó Benedek András, ford. Bányay Geyza et al.; Európa, Bp., 1984